# Wataru Yoshizumi
Wataru Yoshizumi, pseudonimo di Mari Nakai (中井 真里 (Nakai Mari?), 吉住渉?, Yoshizumi Wataru; Tokyo, 18 giugno 1963), è una fumettista giapponese.

## Biografia
Si è laureata in economia all'università Hitotsubashi. Iniziò la sua carriera di mangaka mentre lavorava come office lady, una specie di segretaria. Il suo primo manga fu un yomikiri, cioè un racconto breve, intitolato Radical Romance pubblicato nel 1984 nell'uscita estiva di Ribon.
Seguirono altre storie brevi e nel 1988 Shijūsō Game, una raccolta, venne pubblicato in un volume. La sua prima opera più lunga fu Handsome na kanojo, che comparve su Ribon dal novembre del 1988 al gennaio del 1992.
Il successo in Giappone e all'estero arrivò con Marmalade Boy, uno shōjo manga in 8 tankōbon, comparso per la prima volta sempre su Ribon, dal maggio 1992 all'ottobre 1995, da cui venne tratta anche una serie animata in 76 episodi che in Italia è stata pesantemente censurata.

La Yoshizumi, è inoltre una grande amica della  collega Ai Yazawa (creatrice di Non sono un angelo, Cortili del cuore & Nana) e anche  di Megumi Mizusawa, autrice  del fumetto Un fiocco per sognare, un fiocco per cambiare.

## Opere
- Radical Romance (ラディカル・ロマンス), 1984, una storia breve;
- Heart Beat (ハート・ビート), 1985, una storia breve;
- Shijūsō Game (四重奏ゲーム), 1988, che contiene oltre al racconto che dà il titolo alla raccolta, anche Another Day e Heart Beat;
- A Handsome Girl (ハンサムな彼女 Hansamu na kanojo), 1988–1992, in 9 volumi;
- Marmalade Boy (ママレード・ボーイ), 1992–1995, in 8 volumi, pubblicato in Italia da Panini Comics per poi essere ristampato più volte
- Solamente tu (君しかいらない Kimishika iranai), 1996–1997, in 2 volumi, pubblicato in Italia da Panini Comics;
- Cuore di menta (ミントな僕ら Mint na Bokura), 1997–2000, in 6 volumi, pubblicato in Italia da Panini Comics;
- Random Walk (ランダム・ウォーク), 2000–2001, in 3 volumi, pubblicato in Italia da Panini Comics;
- Streghe per amore (ウルトラマニアック Ultra Maniac), 2002–2003, in 10 volumi, pubblicato in Italia da Panini Comics;
- Sarà perché mi piaci (だって好きなんだもん Datte Suki Nandamon), 2005, pubblicato in Italia in 2 volumi da Panini Comics;
- Happiness, 2005, (one shot);
- Baby It's You, 2005, (one shot);
- PxP, 2006 (one shot), dal 30 luglio 2009, in un volume, pubblicato in Italia da Panini Comics
- Cherish (チェリッシュ), 2006, in un volume, pubblicato in Italia da Panini Comics;
- Spicy Pink, 2007, in due volumi pubblicato in Italia da Panini Comics a partire da settembre 2009.
- Il Cappuccino, 2008, in un volume, pubblicato in Italia da Panini Comics nel gennaio 2011.
- Chitose etc., 2009, nuova serie dell'autrice, pubblicato in Italia da Panini Comics dal marzo 2011.
- Marmalade Boy little (ママレード・ボーイ ｌｉｔｔｌｅ), 2013, pubblicato in Italia da Panini Comics da settembre 2015.